# Thoinot Arbeau
Pour les articles homonymes, voir Arbeau et Tabourot.

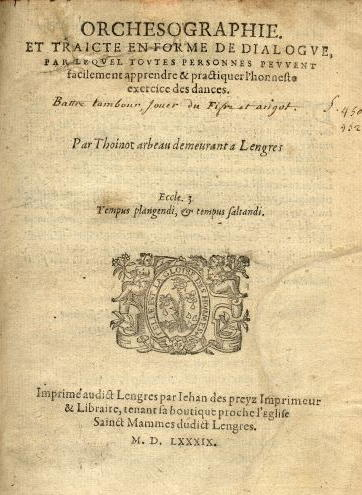
Thoinot Arbeau, Orchésographie, Langres, 1589.

Jehan Tabourot, aussi connu sous son pseudonyme anagramme Thoinot Arbeau, né le 17 mars 1520 à Dijon et mort le 23 juillet 1595 à Langres, est un chanoine, compositeur et écrivain langrois.

## Œuvres
- Compot et manuel kalendrier... ensuyvant la correction ordonee par nostre Sainct Pere Gregoire XIII, composé par Thoinot Arbeau demeurant en ladicte ville de Lengres... . Langres : Jean des Preys, 19 décembre 1582. 4°, 32 p. Paris Ars : 4° ScA 3397.
- Compot et manuel kalendrier, par lequel toutes personnes peuvent facilement apprendre & sçauoir les cours du Soleil, & de la Lune, & semblablement les festes fixes & mobiles, que l'on doit celebrer en l'Eglise, suyvant la correction ordonee par nostre S. Pere Gregoire XIII. Paris : Jean Richer, 1588. 8°, 47 f. Paris BIU Sainte-Geneviève : 8 V 593 INV 2633 RES (P.1).
- Almanach ou Prognostication des laboureurs[1]...
- Orchésographie ou Orchésographie et Traicté en forme de dialogue, par lequel toutes personnes peuvent facilement apprendre & practiquer l'honneste exercice des dances. Langres : Jean des Preys, 1589 (privilège daté du 22 novembre 1588). L'ouvrage connaît une réédition posthume en 1596. L'Orchésographie est le corpus le plus complet des danses pratiquées au XVIe siècle. C'est aussi et surtout le premier manuel de danse qui indique avec précision les pas à exécuter en regard de la partition musicale. Il contient la partition de Belle qui tiens ma vie pavane pour 4 voix.